# Lourinhasaurus
Lourinhasaurus é um género extinto de dinossáurio saurópode herbívoro, encontrado em rochas do Jurássico Superior da Estremadura, Portugal. O género é monoespecífico, contendo uma única espécie, Lourinhasaurus alenquerensis. O espécime-tipo desta espécie foi descoberto perto da vila de Alenquer, próximo a um moinho abandonado. O espécime está depositado nas colecções paleontológicas do Museu Geológico de Lisboa.
A história de investigação do Lourinhasaurus não está isenta de controvérsias, com espécimes anteriormente atribuídos ao género sendo mais tarde interpretados como não pertencentes a este (como o espécime-tipo de Supersaurus (=Dinheirosaurus) lourinhanensis). Lourinhasaurus significa "lagarto de Lourinhã" traduzido literalmente, apesar do facto de o espécime-tipo não ter sido encontrado no município da Lourinhã.

## Descoberta
Em junho de 1949, um esqueleto parcial de um grande saurópode, encontrado pelo geólogo americano Harold Weston Robbins, foi escavado numa localidade próxima de Alenquer. As escavações na localidade, na posterioridade apelidada de jazida do Moinho do Carmo, foram conduzidas pelos Serviços Geológicos de Portugal, sob a direção de Georges Zbyszewski. A localidade situa-se dentro da Formação do Sobral (um equivalente lateral aos Membros do Porto Novo e Praia Azul da Formação da Lourinhã), uma sequência de rochas depositadas num contexto de complexo deltaico estuarino, datado do início do Titoniano. O espécime, constituido mais de 26 vértebras, costelas dorsais e grande parte do esqueleto apendicular (exceto as mãos e os pés), provavelmente representa um único indivíduo e constitui o esqueleto de saurópode mais completo encontrado em Portugal até à data. Em 1957, Albert-Félix de Lapparent e Georges Zbyszewski publicaram o seu trabalho sobre a fauna de vertebrados portuguesa, "Les dinosauriens du Portugal", no qual erguem uma nova espécie de Apatosaurus, Apatosaurus alenquerensis, baseando-se no espécime do Moinho do Carmo, bem como numa série de vértebras caudais encontradas em S. Bernardino (Peniche) e noutros espécimes fragmentários. O nome específico alenquerensis refere-se à localidade de Alenquer.
Em 1983, outro esqueleto parcial de um dinossauro saurópode foi descoberto em Porto Dinheiro (Lourinhã). O esqueleto foi escavado em 1987, 1991 e 1992 por membros do Museu da Lourinhã, do Museu Nacional de História Natural e da Ciência e da Universidade de Salamanca. Foi descoberto em camadas do Membro da Praia da Amoreira-Porto Novo da Formação da Lourinhã, datado do Kimmeridgiano superior, sendo, portanto, ligeiramente mais antigo que o espécime do Moinho do Carmo. O espécime é composto por nove espinhas neurais, 12 vértebras (cervicais e dorsais posteriores) completas, 12 costelas dorsais de ambos os lados do animal e material fragmentário do esqueleto apendicular. Além disso, um dente e gastrólitos foram encontrados em associação com o espécime. Em 1998, Pedro Dantas e colegas publicaram o seu trabalho sobre o espécime de Porto Dinheiro, que interpretaram como sendo da mesma espécie que o espécime do Moinho do Carmo. Propuseram a combinação nova Lourinhasaurus alenquerensis e emendaram a diagnóse para o táxon, embora esta tenha sido baseado principalmente no espécime de Porto Dinheiro. Esses autores não designaram um espécime-tipo para o táxon. O novo nome genérico refere-se à localidade onde o espécime de Porto Dinheiro foi encontrado, que se situa no município da Lourinhã. Apenas um ano depois, porém, o espécime de Porto Dinheiro foi reinterpretado como um diplodocídeo e recebeu o novo nome Dinheirosaurus lourinhanensis. Os autores desse trabalho apoiaram a interpretação do espécime do Moinho do Carmo como uma nova espécie.
Foi apenas em 2003 que o espécime do Moinho do Carmo foi designado como lectótipo de Lourinhasaurus alenquerensis. Em 2014, Mocho e colegas publicaram uma redescrição completa do espécime do Moinho do Carmo, assim como uma revisão filogenética do mesmo. Os resultados indicaram que Lourinhasaurus alenquerensis é um género válido, intimamente relacionado com Camarasaurus, um género de saurópode da Formação de Morrison, nos Estados Unidos. Os outros espécimes parciais que Albert-Félix de Lapparent e Georges Zbyszewski atribuiram a Apatosaurus alenquerensis em 1957, como a série de vértebras caudais de São Bernardino, já não são considerados como pertencentes a Lourinhasaurus alenquerensis, sendo atualmente classificados como restos indeterminados.

## Descrição
Lourinhasaurus alenquerensis é um grande dinossauro herbívoro, intimamente relacionado com Camarasaurus. Apresenta algumas características notáveis no seu esqueleto, como a concavidade ventral nas vértebras dorsais anteriores a médias, as espinhas neurais das vertebras sacrais muito altas, um processo pós-acetabular do ílio orientado posteriormente, tíbia e fíbula de igual comprimento, uma acentuada deflexão lateral do fémur (sem a protuberância lateral (lateral bulge) comummente observada nos titanossauros), entre outras. A maior razão entre o comprimento do úmero e do fémur em Lourinhasaurus, apontada por John Stanton McIntosh, pode sugerir uma postura ligeiramente mais verticalizada em comparação com Camarasaurus. Gregory S. Paul sugeriu que Lourinhasaurus alenquerensis media 18 metros de comprimento e pesava cerca de 5 toneladas.

## Classificação
Na sua descrição original, o espécime do Moinho do Carmo foi considerado uma espécie de Apatosaurus. A atribuição desta espécie ao género Apatosaurus foi posteriormente questionada. Em 1970, Rodney Steel renomeou-a como Atlantosaurus alenquerensis, e em 1978 George Olshevsky propôs o nome Brontosaurus alenquerensis. De particular relevância são as contribuições de John Stanton McIntosh, que em 1990 propôs pela primeira vez que o espécime do Moinho do Carmo representava uma nova espécie, com afinidade próxima a Camarasaurus. Ele sugeriu um novo enquadramento taxonómico para o espécime, baseando-se nas vértebras dorsais opistocélicas, na lâmina distal da escápula amplamente expandida, no úmero longo e esbelto, e nas extremidades distais não expandidas dos ísquios, características que o espécime partilha com Camarasaurus. Os autores propuseram ?Camarasaurus alenquerensis como uma atribuição provisória para o espécime. Mais tarde, McIntosh sugere a possibilidade de o espécime representar um género próprio, com base na maior razão entre o comprimento do úmero e do fémur em comparação com Camarasaurus. Nos anos seguintes, Lourinhasaurus foi considerado um eusaurópode basal, um neossaurópode não-macronariano, um macronariano basal, e até uma forma relacionada com os Laurasiaformes.
Não foi até 2014, com a re-descrição completa do espécime publicada por Mocho e colegas, que as relações filogenéticas do espécime foram esclarecidas. As hipóteses filogenéticas propostas por esse trabalho sugerem que Lourinhasaurus é um membro basal dos Macronaria, intimamente relacionado com Camarasaurus, em concordância com as visões anteriores de McIntosh. Este estudo recuperou, pela primeira vez numa análise cladística, os Camarasauridae como um clado monofilético, incluindo Camarasaurus, Lourinhasaurus e Tehuelchesaurus.
|  | Rebbachisaurus garasbae |
|  |                         |
|  | Limaysaurus             |
|  |                         |
|  | Nigersaurus taqueri     |
|  |                         |

|  | Amargasaurus cazaui |
|  |                     |
|  | Dicraeosaurus       |
|  |                     |

|  | Apatosaurus                                                      |
|  |                                                                  |
|  | \| \| Diplodocus \| \| \| \| \| \| Barosaurus lentus \| \| \| \| |
|  |                                                                  |
|  | Diplodocus                                                       |
|  |                                                                  |
|  | Barosaurus lentus                                                |
|  |                                                                  |

|  | Diplodocus        |
|  |                   |
|  | Barosaurus lentus |
|  |                   |

|  | Amargasaurus cazaui |
|  |                     |
|  | Dicraeosaurus       |
|  |                     |

|  | Apatosaurus                                                      |
|  |                                                                  |
|  | \| \| Diplodocus \| \| \| \| \| \| Barosaurus lentus \| \| \| \| |
|  |                                                                  |
|  | Diplodocus                                                       |
|  |                                                                  |
|  | Barosaurus lentus                                                |
|  |                                                                  |

|  | Diplodocus        |
|  |                   |
|  | Barosaurus lentus |
|  |                   |

|  | Rebbachisaurus garasbae |
|  |                         |
|  | Limaysaurus             |
|  |                         |
|  | Nigersaurus taqueri     |
|  |                         |

|  | Amargasaurus cazaui |
|  |                     |
|  | Dicraeosaurus       |
|  |                     |

|  | Apatosaurus                                                      |
|  |                                                                  |
|  | \| \| Diplodocus \| \| \| \| \| \| Barosaurus lentus \| \| \| \| |
|  |                                                                  |
|  | Diplodocus                                                       |
|  |                                                                  |
|  | Barosaurus lentus                                                |
|  |                                                                  |

|  | Diplodocus        |
|  |                   |
|  | Barosaurus lentus |
|  |                   |

|  | Amargasaurus cazaui |
|  |                     |
|  | Dicraeosaurus       |
|  |                     |

|  | Apatosaurus                                                      |
|  |                                                                  |
|  | \| \| Diplodocus \| \| \| \| \| \| Barosaurus lentus \| \| \| \| |
|  |                                                                  |
|  | Diplodocus                                                       |
|  |                                                                  |
|  | Barosaurus lentus                                                |
|  |                                                                  |

|  | Diplodocus        |
|  |                   |
|  | Barosaurus lentus |
|  |                   |

|  | Tehuelchesaurus benitezii    |
|  |                              |
|  | Lourinhasaurus alenquerensis |
|  |                              |
|  | Camarasaurus                 |
|  |                              |

|  | Phuwiangosaurus sinrindhornae                                                                                            |
|  | |
|  | Euhelopus zdanskyi |
|  | |
|  | \| \| Venenosaurus dicrocei \| \| \| \| \| \| Cedarosaurus weiskopfae \| \| \| \| \| \| Tastavinsaurus sanzi \| \| \| \| |
|  | |
|  | Titanosauria |
|  | |
|  | Venenosaurus dicrocei |
|  | |
|  | Cedarosaurus weiskopfae                                                                                                  |
|  | |
|  | Tastavinsaurus sanzi |
|  | |

|  | Venenosaurus dicrocei   |
|  |                         |
|  | Cedarosaurus weiskopfae |
|  |                         |
|  | Tastavinsaurus sanzi    |
|  |                         |

|  | Phuwiangosaurus sinrindhornae                                                                                            |
|  | |
|  | Euhelopus zdanskyi |
|  | |
|  | \| \| Venenosaurus dicrocei \| \| \| \| \| \| Cedarosaurus weiskopfae \| \| \| \| \| \| Tastavinsaurus sanzi \| \| \| \| |
|  | |
|  | Titanosauria |
|  | |
|  | Venenosaurus dicrocei |
|  | |
|  | Cedarosaurus weiskopfae                                                                                                  |
|  | |
|  | Tastavinsaurus sanzi |
|  | |

|  | Venenosaurus dicrocei   |
|  |                         |
|  | Cedarosaurus weiskopfae |
|  |                         |
|  | Tastavinsaurus sanzi    |
|  |                         |

|  | Tehuelchesaurus benitezii    |
|  |                              |
|  | Lourinhasaurus alenquerensis |
|  |                              |
|  | Camarasaurus                 |
|  |                              |

|  | Phuwiangosaurus sinrindhornae                                                                                            |
|  | |
|  | Euhelopus zdanskyi |
|  | |
|  | \| \| Venenosaurus dicrocei \| \| \| \| \| \| Cedarosaurus weiskopfae \| \| \| \| \| \| Tastavinsaurus sanzi \| \| \| \| |
|  | |
|  | Titanosauria |
|  | |
|  | Venenosaurus dicrocei |
|  | |
|  | Cedarosaurus weiskopfae                                                                                                  |
|  | |
|  | Tastavinsaurus sanzi |
|  | |

|  | Venenosaurus dicrocei   |
|  |                         |
|  | Cedarosaurus weiskopfae |
|  |                         |
|  | Tastavinsaurus sanzi    |
|  |                         |

|  | Phuwiangosaurus sinrindhornae                                                                                            |
|  | |
|  | Euhelopus zdanskyi |
|  | |
|  | \| \| Venenosaurus dicrocei \| \| \| \| \| \| Cedarosaurus weiskopfae \| \| \| \| \| \| Tastavinsaurus sanzi \| \| \| \| |
|  | |
|  | Titanosauria |
|  | |
|  | Venenosaurus dicrocei |
|  | |
|  | Cedarosaurus weiskopfae                                                                                                  |
|  | |
|  | Tastavinsaurus sanzi |
|  | |

|  | Venenosaurus dicrocei   |
|  |                         |
|  | Cedarosaurus weiskopfae |
|  |                         |
|  | Tastavinsaurus sanzi    |
|  |                         |

|  | Rebbachisaurus garasbae |
|  |                         |
|  | Limaysaurus             |
|  |                         |
|  | Nigersaurus taqueri     |
|  |                         |

|  | Amargasaurus cazaui |
|  |                     |
|  | Dicraeosaurus       |
|  |                     |

|  | Apatosaurus                                                      |
|  |                                                                  |
|  | \| \| Diplodocus \| \| \| \| \| \| Barosaurus lentus \| \| \| \| |
|  |                                                                  |
|  | Diplodocus                                                       |
|  |                                                                  |
|  | Barosaurus lentus                                                |
|  |                                                                  |

|  | Diplodocus        |
|  |                   |
|  | Barosaurus lentus |
|  |                   |

|  | Amargasaurus cazaui |
|  |                     |
|  | Dicraeosaurus       |
|  |                     |

|  | Apatosaurus                                                      |
|  |                                                                  |
|  | \| \| Diplodocus \| \| \| \| \| \| Barosaurus lentus \| \| \| \| |
|  |                                                                  |
|  | Diplodocus                                                       |
|  |                                                                  |
|  | Barosaurus lentus                                                |
|  |                                                                  |

|  | Diplodocus        |
|  |                   |
|  | Barosaurus lentus |
|  |                   |

|  | Rebbachisaurus garasbae |
|  |                         |
|  | Limaysaurus             |
|  |                         |
|  | Nigersaurus taqueri     |
|  |                         |

|  | Amargasaurus cazaui |
|  |                     |
|  | Dicraeosaurus       |
|  |                     |

|  | Apatosaurus                                                      |
|  |                                                                  |
|  | \| \| Diplodocus \| \| \| \| \| \| Barosaurus lentus \| \| \| \| |
|  |                                                                  |
|  | Diplodocus                                                       |
|  |                                                                  |
|  | Barosaurus lentus                                                |
|  |                                                                  |

|  | Diplodocus        |
|  |                   |
|  | Barosaurus lentus |
|  |                   |

|  | Amargasaurus cazaui |
|  |                     |
|  | Dicraeosaurus       |
|  |                     |

|  | Apatosaurus                                                      |
|  |                                                                  |
|  | \| \| Diplodocus \| \| \| \| \| \| Barosaurus lentus \| \| \| \| |
|  |                                                                  |
|  | Diplodocus                                                       |
|  |                                                                  |
|  | Barosaurus lentus                                                |
|  |                                                                  |

|  | Diplodocus        |
|  |                   |
|  | Barosaurus lentus |
|  |                   |

|  | Tehuelchesaurus benitezii    |
|  |                              |
|  | Lourinhasaurus alenquerensis |
|  |                              |
|  | Camarasaurus                 |
|  |                              |

|  | Phuwiangosaurus sinrindhornae                                                                                            |
|  | |
|  | Euhelopus zdanskyi |
|  | |
|  | \| \| Venenosaurus dicrocei \| \| \| \| \| \| Cedarosaurus weiskopfae \| \| \| \| \| \| Tastavinsaurus sanzi \| \| \| \| |
|  | |
|  | Titanosauria |
|  | |
|  | Venenosaurus dicrocei |
|  | |
|  | Cedarosaurus weiskopfae                                                                                                  |
|  | |
|  | Tastavinsaurus sanzi |
|  | |

|  | Venenosaurus dicrocei   |
|  |                         |
|  | Cedarosaurus weiskopfae |
|  |                         |
|  | Tastavinsaurus sanzi    |
|  |                         |

|  | Phuwiangosaurus sinrindhornae                                                                                            |
|  | |
|  | Euhelopus zdanskyi |
|  | |
|  | \| \| Venenosaurus dicrocei \| \| \| \| \| \| Cedarosaurus weiskopfae \| \| \| \| \| \| Tastavinsaurus sanzi \| \| \| \| |
|  | |
|  | Titanosauria |
|  | |
|  | Venenosaurus dicrocei |
|  | |
|  | Cedarosaurus weiskopfae                                                                                                  |
|  | |
|  | Tastavinsaurus sanzi |
|  | |

|  | Venenosaurus dicrocei   |
|  |                         |
|  | Cedarosaurus weiskopfae |
|  |                         |
|  | Tastavinsaurus sanzi    |
|  |                         |

|  | Tehuelchesaurus benitezii    |
|  |                              |
|  | Lourinhasaurus alenquerensis |
|  |                              |
|  | Camarasaurus                 |
|  |                              |

|  | Phuwiangosaurus sinrindhornae                                                                                            |
|  | |
|  | Euhelopus zdanskyi |
|  | |
|  | \| \| Venenosaurus dicrocei \| \| \| \| \| \| Cedarosaurus weiskopfae \| \| \| \| \| \| Tastavinsaurus sanzi \| \| \| \| |
|  | |
|  | Titanosauria |
|  | |
|  | Venenosaurus dicrocei |
|  | |
|  | Cedarosaurus weiskopfae                                                                                                  |
|  | |
|  | Tastavinsaurus sanzi |
|  | |

|  | Venenosaurus dicrocei   |
|  |                         |
|  | Cedarosaurus weiskopfae |
|  |                         |
|  | Tastavinsaurus sanzi    |
|  |                         |

|  | Phuwiangosaurus sinrindhornae                                                                                            |
|  | |
|  | Euhelopus zdanskyi |
|  | |
|  | \| \| Venenosaurus dicrocei \| \| \| \| \| \| Cedarosaurus weiskopfae \| \| \| \| \| \| Tastavinsaurus sanzi \| \| \| \| |
|  | |
|  | Titanosauria |
|  | |
|  | Venenosaurus dicrocei |
|  | |
|  | Cedarosaurus weiskopfae                                                                                                  |
|  | |
|  | Tastavinsaurus sanzi |
|  | |

|  | Venenosaurus dicrocei   |
|  |                         |
|  | Cedarosaurus weiskopfae |
|  |                         |
|  | Tastavinsaurus sanzi    |
|  |                         |

Cladograma de consenso estrito obtido a partir da matriz de dados de Wilson (2002), retirado do trabalho de Mocho et al. 2014.